# Самјуел Лумис
Др Самјуел „Сем" Лумис (енгл. Dr. Samuel "Sam" Loomis) главни је протагониста филмског хорор серијала Ноћ вештица, кога је тумачио Доналд Плезенс. Главни је лик филмова: Ноћ вештица 1, Ноћ вештица 2, Ноћ вештица 4: Повратак Мајкла Мајерса, Ноћ вештица 5: Освета Мајкла Мајерса, Ноћ вештица 6: Проклетство Мајкла Мајерса, Ноћ вештица 9 и Ноћ вештица 10, с тим што у последња два филма, који су уједно римејкови прва два оригинална филма, лик тумачи Малком Макдауел. Накратко се појављује и у филмовима Ноћ вештица 7: Двадесет година касније и Ноћ вештица 11. Многи га сматрају једним од највећи хероја из хорор филмова свих времена.
Др Лумис је психијатар Мајкла Мајерса (главног антагонисте) и провео је 15 година узалудно покушавајући да га излечи. Када Мајкл побегне из санаторијума др Лумис даје све од себе да га заустави. Он је једини лик у франшизи кога Мајкл повремено слуша и један је од ретких ликова који су успели да преживе Мајклове крваве пирове. Доналд Плезенс се појавио у више филмова ове франшизе од било ког другог лика. Иако се за Мајкла Мајерса тврди да не може да умре и др Лумис с времена на време показује те особине. Преживео је велику експлозију у болници, Мајкл га је више пута убадао ножем, али др Лумис, се увек опорави и враћа се да заустави свог бившег пацијента.